# スターダスト (小説)
『スターダスト』（原題：Stardust）は、ニール・ゲイマンのファンタジー小説（挿絵：チャールズ・ヴェス）。及びそれを原作とした映画。1998年出版。N・ゲイマンの初めての単独での著書である。
日本では2007年に角川文庫より出版（訳：金原瑞人、野沢佳織）。

## あらすじ
ヴィクトリア朝時代のイギリス。ロンドンから馬車で一晩かかる距離にある村ウォール。村の東には村の名の由来になる高い壁がどこまでも続いており、その向こう側に入ることは普段禁じられている。9年に一度、その禁が解かれ壁の向こう側で市が開かれる日が近付くと、あらゆる人種の人々が市を目当てに遠くから村に集まってくる。その市では不思議や驚異といったものが売られており、毛むくじゃらで言葉を話す生き物や魔法使いが店を開いている。ウォール村は魔法の国、妖精国と壁を隔てているのであった。
ウォール村で生まれ育ったダンスタンは市で不思議な女性と出会い、一晩を共にする。後に幼馴染と結婚するが、しばらくの後「トリストラン・ソーン」と名付けられた赤ん坊が壁の向こう側から送られてくる。
成長したトリストランは理由も分からないまま母に愛されず妹に虐められ、壁向こうの市にも行けずに寂しい少年時代を過ごしていた。村一番の美少女ヴィクトリアに片想いをするトリストランはある日、二人でピクニックをしている時に見た流れ星を取ってきたら結婚するとヴィクトリアに約束し、妖精国へと旅にでる。
一方、妖精国にある国の一つストームホールド国では現王が死の淵に瀕していた。7人の息子たちのうち生きている3人と死んだ4人の王子たちを集めて、「ストームホールドの力」と呼ばれるトパーズを手にしたものが次の国王となると言い、宝石を空高く投げた。宝石は星のように輝いたあと流れ星として落ちる。ストームホールド国の王たちは代々兄弟たちで殺し合って地位を手に入れており、まだ生き残っている王子たちはトパーズをいち早く手にするために策謀を巡らす。
妖精国のとある森には三姉妹の魔女が住んでいた。彼女らは流れ星を捕まえてその輝く心臓を食べ、美貌と寿命を長らえている魔女の女王リリムであった。もう何百年も前にすっかり年老いきってしまった彼女たちは流れ星が落ちたのを見て、最も年長のリリムが僅かに残った星の心臓を食べて魔法の力を取り戻し、流れ星の捕獲に向かった。
彼らが見ていた流れ星が落ちた地点に当たる森。そこには美しい金髪の青い絹の服を纏った女性が倒れていた。ポケットにトパーズを入れて。

## 登場人物
トリストラン・ソーン
主人公。本人は知らずに育っているが人間と妖精の血を受け継いでいる。ヴィクトリアの為に落ちた星を取りにいく。誠実だが馬鹿正直な性格の冴えない青年。異母の妹がいる。
イヴェイン
落ちた流れ星。宵の明星その人。嬉しいと体が輝いてしまう。妖精国では星は人間のような肉体を持って生きており、トリストランが彼女の一部を壁の向こう側の人間界に持ち込むと星屑、灰のような砂となる。母親は月。トリストラン、ストームホールド王子たち、リリムにそれぞれ求められる。
ダンスタン・ソーン
トリストランの父。青年時代に恋人デイジーにプレゼントを贈るため市に行くが、魔女の奴隷として働くレディ・ウーナに心を奪われ一晩を共にした。その後デイジーと結婚。壁向こうに旅にでるトリストランにガラス製のスノードロップを渡す。
デイジー
ダンスタンの妻。トリストランが生まれた後にダンスタンとの間に娘を儲けている。トリストランの育ての義母だが、青年時代のダンスタンと不倫相手のレディ・ウーナとの間に生まれた不貞のトリストランに嫉妬し愛情を注がず、実の娘とともに八つ当たりする。映画版では、娘とともに登場していない。
ヴィクトリア・フォレスター
村一番の美貌を誇る少女。高慢な性格でトリストランに対して冷たく当たる。
ストームホールド王
余命幾許もない81代ストームホールド国王。彼の持つトパーズのペンダント「ストームホールドの力」が王位継承者の証。4人居た兄弟を決闘で倒して王位についた。
王子
王位継承権を巡って争うストームホールド国王の王子たち。死んだ王子たちは兄弟のうち誰かが王位につくまで幽霊として彼らに寄り添う。
| 名前         |          | 備考                                           |
| ------------ | -------- | ---------------------------------------------- |
| セプティマス | 第七王子 | 最も若く最も狡猾。毒を用いた暗殺を得意とする。 |
| プライマス   | 第一王子 | 長男。他の兄弟とは違って情け深い性格。         |
| ターシアス   | 第三王子 | セプティマスに毒入りワインを飲まされ死亡。     |
| セカンダス   | 第二王子 | 既に他の兄弟に殺されている。                   |
| セクスタス   | 第四王子 | 既に他の兄弟に殺されている。                   |
| クオータス   | 第五王子 | 既に他の兄弟に殺されている。                   |
| クインタス   | 第六王子 | 既に他の兄弟に殺されている。                   |

レディ・ウーナ
マダム・セミリの元で奴隷として働く女性。猫の耳を持っている。普段は極彩色の鳥の姿で檻の中にいる。どちらの姿の時も決して外せない魔法の銀の鎖で繋がれている。トリストランの母。
マダム・セミリ / どぶ水のサル
リリムの一派に属する魔女。リリムに真実しか言えなくなる薬を盛り流れ星の行方を知ろうとするが、魔女の誓いを破ったこととリリムの怒りを買い流れ星をいかなる方法でも知覚できない魔法をかけられてしまう。
リリム
魔女の女王である三姉妹。大昔に名前を失ってしまったため全員がリリムと呼ばれている。以前は魔女の王国に君臨する美しい女王たちであったが、国は海の底に沈んでしまった。落ちた星によって命と美貌を永らえる。残していた星の心臓を食べた長女のリリムは若くて美しい昔の姿に戻るが、魔法を使うたびに徐々に元の姿に戻っていってしまう。

## 映画
イギリス・アメリカ合作で映画化。アメリカでは2007年8月10日に、日本では10月27日に公開。上映時間128分。
マシュー・ヴォーン監督初のメジャースタジオ配給作品。

### キャスト
※括弧内は日本語吹替
- トリスタン・ソーン - チャーリー・コックス（中谷一博）

原作での名前はトリストラン。
- イヴェイン - クレア・デインズ（魏涼子）

原作では異種族との間に子供は生せない設定。原作では逃れているがラミアに捕まってしまう。
- 魔女ラミア - ミシェル・ファイファー（深見梨加）

原作ではリリムの一人。原作では無かったセプティマス・トリスタンとの戦闘シーンがある。また姉妹たちと連絡を取るための指輪をしている。
- キャプテン・シェイクスピア - ロバート・デ・ニーロ（樋浦勉）

オリジナルキャラクター。原作のジョハネス・アルベリックに当たる。空飛ぶ海賊船キャスパータイン号の船長。狡猾で残虐と知られるが本当は心優しく、人間界のイギリスに憧れを抱いている。名前は本名ではなくウィリアム・シェイクスピアに肖ったもの。雷を捕まえて売りさばいている。
- ヴィクトリア・フォレスター - シエナ・ミラー（園崎未恵）

原作では終盤で婚約していることが明らかになるが、映画では最初から婚約者がいる設定。
- ダンスタン・ソーン（青年） - ベン・バーンズ（細谷佳正）
- ダンスタン・ソーン（中年） - ナサニエル・パーカー（押切英希）

原作では既婚だが映画ではトリスタン以外の家族はいない。旅に出るトリスタンに母の秘密を話している。
- ファーディ - リッキー・ジャーヴェイス（丸山壮史）

オリジナルキャラクター。盗品故買を生業とし、キャプテン・シェイクスピアは常連。
- ストームホールド王 - ピーター・オトゥール（有川博）

彼が遺す「ストームホールドの力」は原作ではトパーズだが、映画では赤いルビーになっている。
- プライマス＝第一王子 - ジェイソン・フレミング（谷昌樹）
- セカンダス＝第二王子 - ルパート・エヴェレット（いずみ尚）

原作では初登場時に既に死亡しているが、映画では序盤登場しセプティマスに殺される。
- ターシアス＝第三王子 - マーク・ヒープ

原作と死因が異なる。
- セクスタス＝第四王子 - デヴィッド・ウォリアムス（武虎）
- クォータス＝第五王子 - ジュリアン・リンド＝タット（近藤広務）
- クインタス＝第六王子 - アダム・バクストン
- セプティマス＝第七王子 - マーク・ストロング（山路和弘）

原作と死因が異なる。またルビーを持つのがイヴェインであること、流れ星の心臓を食べると寿命が伸びることを知っている。
以上王子たちは死ぬと死亡時の姿で生き残っている王子の側に亡霊として現れる。生者に知覚されることはなく、コメディリリーフとしての役割が強い。原作ではセプティマスの死亡で全員消滅するが、映画では新たな王が決まるまで下界に留まらなければならなくなっている。
- ウーナ - ケイト・マグワン（北西純子）

原作では誇り高く上下関係を重んじる厳しい性格であるが、映画ではそのような面は見られない。また原作では極彩色の鳥に変身するが、映画では普段身に着けている青いドレスと同じ青い鳥になる。またサルとの奴隷契約の終了方法が違う。
- 魔女エンピューザ - サラ・アレクサンダー（雨蘭咲木子）
- 魔女モルモ - ジョアンナ・スキャンラン（小宮和枝）

原作のリリムの2人にあたる。モルモが二女、エンピューザが三女。
- 魔女サル - メラニー・ヒル（火野カチコ）

原作のようにマダム・セミリとは呼ばれない。
- 門番 - デイビッド・ケリー（浦山迅）

オリジナルキャラクター。原作では門番は村の男性たちの持ち回り制。
- ビリー - マーク・ウィリアムズ
- ハンフリー - ヘンリー・カヴィル（佐藤美一）

オリジナルキャラクター。ヴィクトリアの婚約者。
- バーナード（男） - ジェイク・カラン（かつまゆう）
- バーナード（女） - オリビア・グラント

原作のブレヴィスに当たる。宿屋の一件で原作では死亡するが映画では生存、セプティマスに同行する。
- 占い師 - ジョージ・イネス

以下全員オリジナルキャラクター。
- 司教（毒殺） - ストルアン・ロジャー
- 司教（エンディング時） - マーク・バーンズ
- 海賊（副長） - デクスター・フレッチャー
- 海賊 - テリー・マーフィー、カルロス・ベッセ・ペエル、エルウィン・'チョッパー'・デヴィッド、アダム・フォガティ、ジョーダン・ロング、スペンサー・ウィルディング
- ナレーション - イアン・マッケラン（稲垣隆史）

### スタッフ
- 監督：マシュー・ヴォーン
- 製作：マシュー・ヴォーン、ロレンツォ・ディ・ボナヴェンチュラ、マイケル・ドライヤー、ニール・ゲイマン
- 製作総指揮：デヴィッド・ウォマーク、クリス・サイキエル、ピーター・モートン、スティーヴン・マークス
- 脚本：マシュー・ヴォーン、ジェーン・ゴールドマン
- 撮影：ベン・デイヴィス
- プロダクションデザイン：ギャヴィン・ボケット
- 衣装デザイン：サミー・シェルドン
- 編集：ジョン・ハリス
- 音楽：アイラン・エシュケリ

### 製作

#### 製作に至るまで
1998年から1999年の一年間、原作はミラマックスが映画化権を所有していた。ニール・ゲイマンによると映画は「不満足なまま終了に至った」とされ、彼は権利を取り戻すことになる。結局再び映画化についての話し合いがゲイマンと、映画監督テリー・ギリアムとマシュー・ヴォーンの三者で行われることになった。ギリアムが『ブラザーズ・グリム』の製作に入るため外れ、ヴォーンも『レイヤー・ケーキ』の監督になり話し合いは一旦途切れる。2005年1月に『X-MEN:ファイナル ディシジョン』の監督を引き受けるのを断ったヴォーンとゲイマンの話し合いは再開され、2005年1月にヴォーンが映画化権を取得する。2005年10月、パラマウント・ピクチャーズとの交渉の結果最終的に7000万ドルの製作費が与えられることになった 。

#### 脚本
脚本はマシュー・ヴォーンと脚本家ジェーン・ゴールドマンの二人によって書かれた。原作から映画に対してどんなインスピレーションを受けたのかを尋ねられ、ヴォーンは「『プリンセス・ブライド・ストーリー』と『ミッドナイト・ラン』を足したような感じにしたい」と答えている。原作からの移行の難しさの一つが、内容がセックスと暴力を含んだ大人のお伽話であったことである。変更の結果ウィットに飛んだユーモアの要素を増やし、ニール・ゲイマンからも好意的に受け止められた。
ゲイマンは観客が映画を原作の忠実な実写版であり、そしてそれに失敗したのだと思って見ることを望んでいなかった。原作のオーディオブック版が10時間以上の作品となってしまったことを踏まえ、小説の映画化というのは圧縮されて当然であり、現在（2006年）に使える特殊効果技術までで考えなければいけないをゲイマンは思い知ったという。
ヴォーンとゴールドマンは古い魔術書からリリムたちの名前を選び付けている。

#### キャスティング
2006年3月、スタジオはロバート・デ・ニーロ、ミシェル・ファイファー、クレア・デインズ、チャーリー・コックス、シエナ・ミラーを起用。製作はイギリスとアイスランドで始まり、ほとんどの撮影をイギリス国内で行った。デインズ、コックス、ファイファーの三人はマシュー・ヴォーン監督自身が配役した。またヴォーンはキャプテン・シェイクスピアをデ・ニーロもしくはジャック・ニコルソンに演じてもらいたいと考えていた。スティーヴン・フライも候補に上がっていたが、最終的にデ・ニーロが演じることになった。イヴェイン役にはサラ・ミシェル・ゲラーも候補として上がっていたが、夫フレディ・プリンゼ・ジュニアと過ごす時間を増やしたいという本人の希望により出演は叶わなかった。
クインタスは当初コメディアンのノエル・フィールディングが演じていたが、健康上の理由によりアダム・バクストンに変更されている。またサルも当初はビリー・ホワイトロウが演じていたが、初日撮影日にメラニー・ヒルに変更されている。

#### 撮影

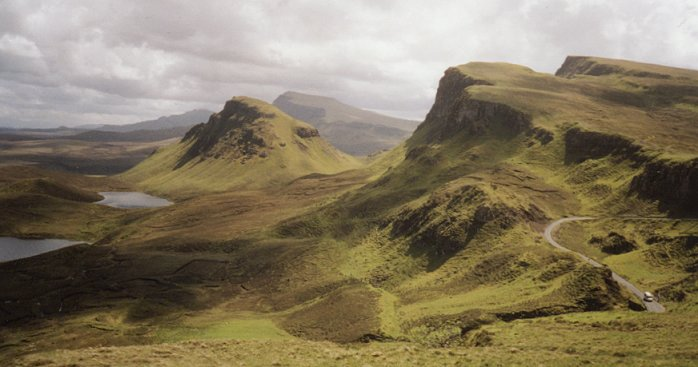
スコットランドのスカイ島

2006年4月半ば、ロンドンのパインウッド・スタジオで撮影は始まった。ロケーション撮影はスコットランド高地のウェスター・ロスで開始し、すぐにスカイ島に移った。アイスランドでの撮影も行われた。
ハートフォードシャーのビジネススクールやバッキンガムシャーの学校でも行われ、イギリス空軍所有のオックスフォードシャーのビスター飛行場は乗馬シーンに必要な広いスペースがあったため使用された。
ノリッジのエルム・ヒルでも撮影が行われた。この地域はチューダー様式と11世紀風の古めかしい建物が残り、その一角をストームホールド国の街並みとして使用した。ブリトンズ・アームズ・ティーハウスは「虐殺王子の宿」という名の宿屋として外装も内装も新しくされ、建物の所有者がそれを気に入って地方自治体に保存を求めたが却下されている。

### 評価

#### 興行収入
北米2540館で封切られ、公開初週末に916万9779ドルを稼いだ。全世界合計の興行収入は1億3555万3769ドル。

#### 批評
好意的な批評が多く見られる。Metacriticでは33の批評のうち66%が好意的であり、Rotten Tomatoesでも76%が好意的な評価を下した。

### ビデオ・リリース
2008年2月20日にDVDが発売。
特典として
1. メイキング・オブ・「スターダスト」
2. 削除シーン
3. NG集
4. 劇場用予告編

を収録。
2010年9月7日にアメリカとカナダでブルーレイ盤が発売されたが日本盤は未発売。

### 音楽
イギリスのポップ・グループ、テイク・ザットが本作のために主題歌「ルール・ザ・ワールド」を書き下ろした。「ルール・ザ・ワールド」はシングルとして発売された。2007年9月11日にはアイラン・エシュケリによるサウンドトラックが発売されたが、「ルール・ザ・ワールド」は未収録である。